# سارای‌جیک (سنان‌پاشا)
سارای‌جیک (به ترکی استانبولی: Saraycık) یک منطقهٔ مسکونی در ترکیه است که در سنان‌پاشا واقع شده‌است.